# Goniasteridae
Goniasteridae – rodzina rozgwiazd z rzędu Valvatida.

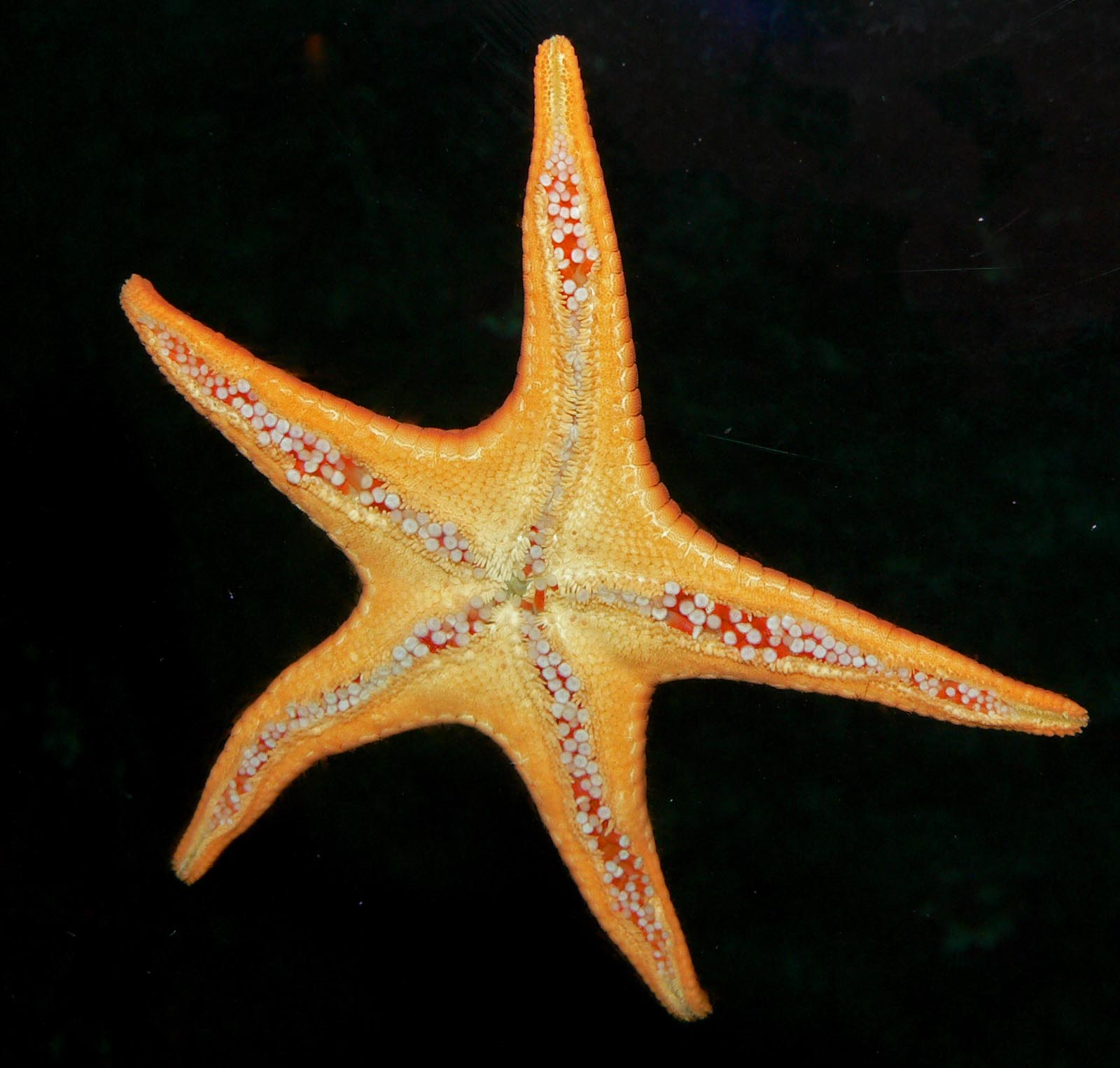
Mediaster aequalis

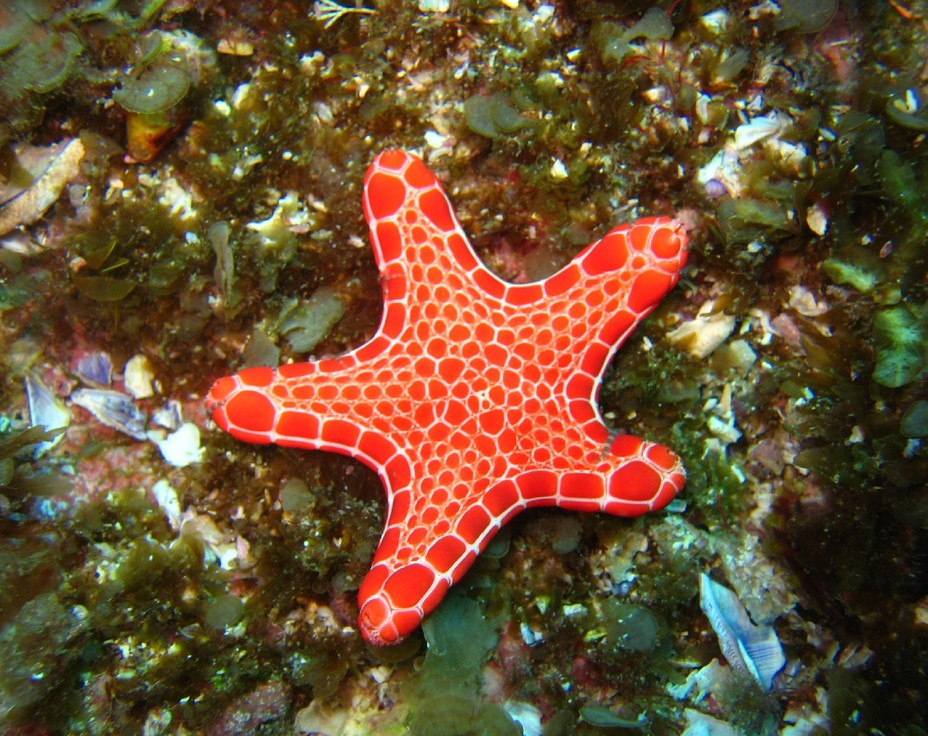
Pentagonaster dubeni

Do rodziny należą następujące rodzaje:
- Akelbaster
- Anthenoides
- Apollonaster
- Astroceramus
- Astrothauma
- Atelorias
- Calliaster
- Calliderma
- Ceramaster
- Chitonaster
- Circeaster
- Cladaster
- Cryptopeltaster
- Diplasiaster
- Eknomiaster
- Enigmaster
- Evoplosoma
- Floriaster
- Gephyreaster
- Gilbertaster
- Glyphodiscus
- Goniaster
- Goniodiscus
- Hippasteria
- Iconaster
- Kermitaster
- Lithosoma
- Litonotaster
- Lydiaster
- Mabahissaster
- Mediaster
- Milteliphaster
- Mimaster
- Nectria
- Notioceramus
- Nymphaster
- Ogmaster
- Paragonaster
- Peltaster
- Pentagonaster
- Pentoplia
- Pergamaster
- Perissogonaster
- Pillsburiaster
- Plinthaster
- Pontioceramus
- Pseudarchaster
- Pseudoceramaster
- Rosaster
- Ryukuaster
- Siraster
- Sphaeriodiscus
- Stellaster
- Stellasteropsis
- Stephanaster
- Tessellaster
- Toraster
- Tosia